# 지바 롯데 마린스 (2군)
지바 롯데 마린스(일본어: 千葉ロッテマリーンズ, Chiba Lotte Marines)의 2군 팀은 일본의 프로 야구 구단이며, 지바 롯데 마린스 계열의 구단이다. 이스턴 리그 (일본) 구단 중의 하나이며 홈구장은 사이타마시 미나미구에 위치한 롯데 우라와 야구장인데 1군 팀(당시 롯데 오리온즈)이 80년대 들어 2군 구장이 있는 사이타마로 연고지 이전을 추진했으나 모기업의 1군 팀 완전 인수-운영진 무능 등  여러 가지 사정 때문에 무산됐다.
한편, 현재 사용 구장인 롯데 우라와 야구장이 스탠드가 없고 내야 필드 가장자리에 관람석이 마련된 터라  구단 측에서는 1군 경기장이 위치한 치바 현에 2군 경기장 건설을 검토하기도 했다.
1. ↑  민창기 (2005년 11월 24일). “'코디네이터' 김성근, 지바 롯데와 정식 코치 계약”. 스포츠조선. 2022년 3월 16일에 확인함.
2. ↑  서영원 (2012년 5월 15일). “‘욕심’ 버리고 ‘인기’ 얻은 日롯데 역사”. 엑스포츠뉴스. 2022년 4월 30일에 확인함.
3. ↑  阿佐智 (2023년 2월 27일). “まだまだ伸びしろのある日本の「マイナーリーグ」:2022年世界プロ野球観客動員データから”. 야후 재팬. 2023년 11월 11일에 확인함.